# Alchemilla devestiens
Alchemilla devestiens é uma espécie de rosácea do gênero Alchemilla, pertencente à família Rosaceae.